# Dorsal do Pacífico Leste

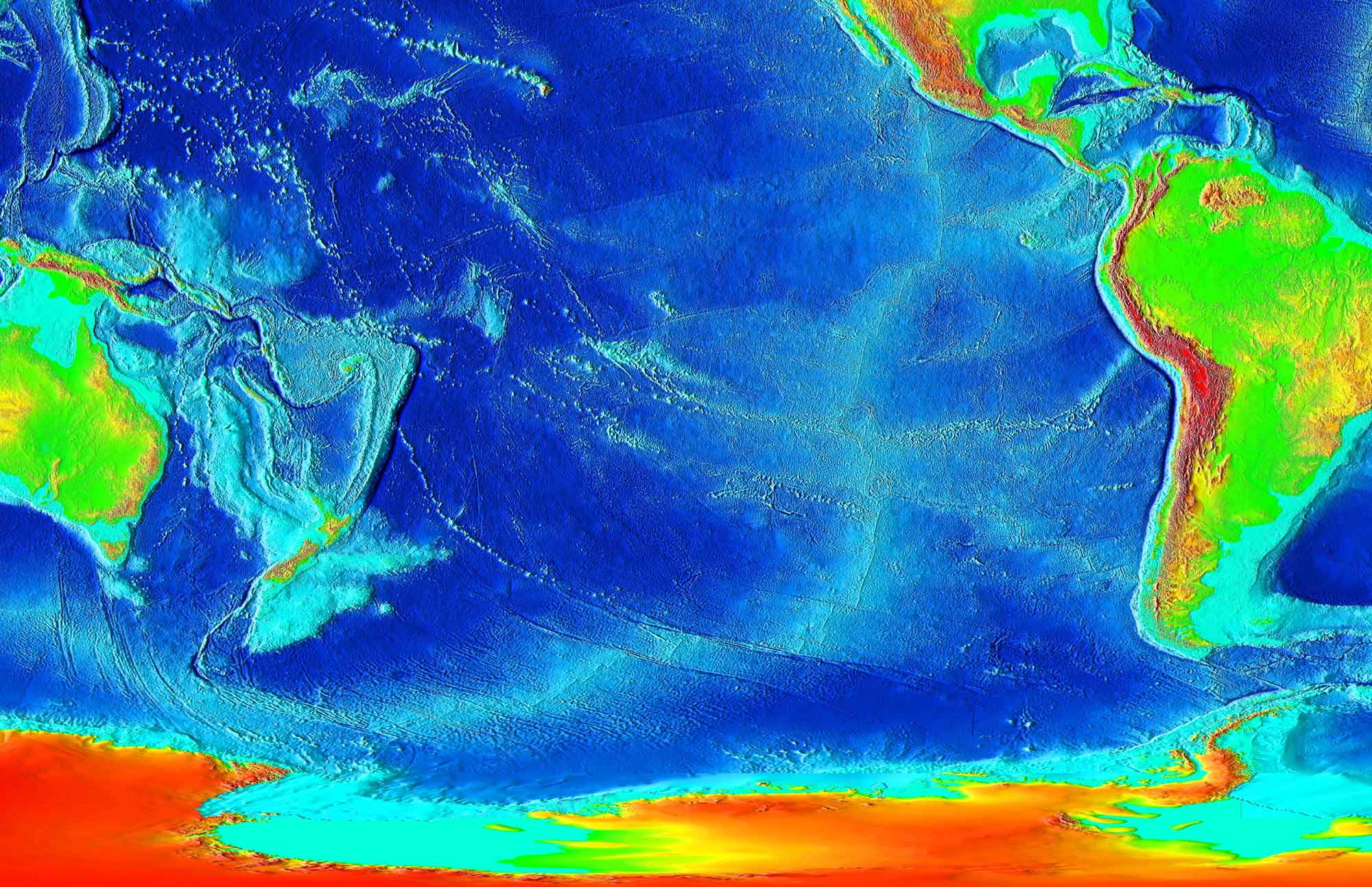
A dorsal do Pacífico Leste (mostrado em azul claro), estendendo-se ao sul do Golfo da Califórnia

A dorsal do Pacífico leste é uma cordilheira meso-oceânica, um limite de placas tectônicas divergentes localizado ao longo do fundo do Oceano Pacífico. Ela separa a Placa do Pacífico a oeste (de norte a sul) da Placa Norte-Americana, da Placa Rivera, da placa dos Cocos, da Placa de Nazca e da Placa Antártica. Alonga-se desde o sul do Golfo da Califórnia, na bacia do Mar Salton no sul da Califórnia, até um ponto próximo a coordenada 55° S 130° O, onde se junta ao cume Pacífico-Antártico tendendo a oeste-sudoeste em direção à Antártida, perto da Nova Zelândia (embora em alguns usos o PAR seja considerado a seção sul do EPR). Grande parte da cordilheira situa-se em cerca de 3200 km ao largo da costa sul-americana e sobe cerca de 1.800 até 2.700 m acima do fundo do mar circundante.

## Visão geral

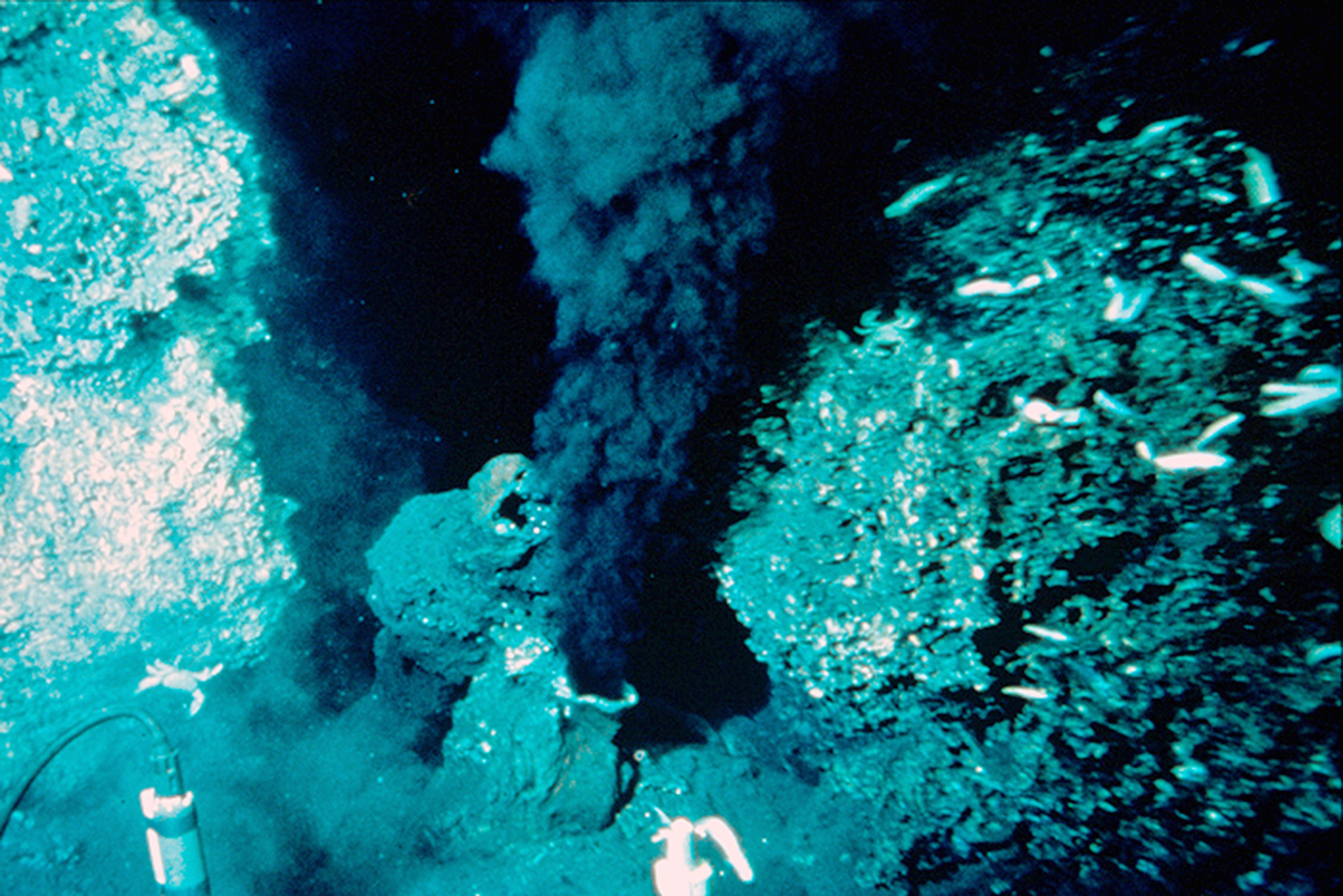
A dorsal do Pacífico leste, em 21 graus norte. Base de chaminé "fumeiro preto"

A crosta oceânica está se afastando da elevação do Pacífico Leste para ambos os lados. Perto da Ilha de Páscoa a taxa é superior a 150 mm por ano, que é o mais rápido do mundo. No entanto, no extremo norte, é muito mais lento em apenas aproximadamente 60 mm por ano. No lado leste da elevação, as placas de Cocos e Nazca, que se movem para o leste, encontram a Placa Sul-Americana e a Placa Norte-Americana, que se movem para o oeste e estão sendo subduzidas sob elas. O cinturão de vulcões ao longo dos Andes e o arco de vulcões através da América Central e do México são os resultados diretos dessa colisão. A leste da península da Baixa Califórnia, o Rise às vezes é chamado de Zona de Rift do Golfo da Califórnia. Nesta área, a crosta oceânica recém-formada é misturada com a crosta continental rifteada originária da Placa Norte-Americana.
Perto da Ilha de Páscoa, a Ascensão do Pacífico Leste encontra a Dorsal do Chile nas microplacas da Ilha de Páscoa e Juan Fernandez, tendendo para o leste, onde se subduz sob a Placa Sul-Americana na Fossa Peru-Chile ao longo da costa do sul do Chile. A extensão sul da Dorsal do Pacífico Leste (chamado de Cume Pacífico-Antártico) funde-se com a Serra da Índia Sudeste até a junção tripla do Macquarie ao sul da Nova Zelândia.
Partes da dorsal têm espalhamento oblíquo, ou seja, é considerado um espalhamento do fundo do mar que não é ortogonal ao segmento de crista mais próximo.
Ao longo da cordilheira, as fontes hidrotermais chamadas de fumantes negros foram descobertas pela primeira vez pelo projeto RISE em 1979 e desde então têm sido extensivamente estudadas. Essas aberturas estão formando enormes depósitos de minério de sulfeto vulcanogênicos no fundo do oceano. Muitas criaturas únicas de águas profundas foram encontradas com respiradouros, que subsistem em um ecossistema quimiossintético em vez de usarem fotossíntese. O trecho sul da dorsal do Pacífico leste é uma das seções de expansão mais rápida do sistema de dorsais meso-oceânicas da Terra.